# Dostóievka
Dostóievka (en rus: Достоевка) és un poble del krai de Primórie, a l'Extrem Orient de Rússia, que en el cens del 2010 tenia 380 habitants.